# La Viladavall
La Viladevall és una masia de Sant Martí de Centelles (Osona) inclosa a l'Inventari del Patrimoni Arquitectònic de Catalunya.

## Descripció
Masia de planta rectangular (22x15) coberta a dues vessants amb el carener perpendicular a la façana orientada a migdia; consta de planta baixa, primer pis i golfes. La façana S presenta un portal d'arc apuntat flanquejat per dues finestres amb reixes de forja a la planta baixa, tres balcons (el central amb la llinda datada i dibuixada) al primer pis i tres portals (parcialment tapiats formant finestres), el central amb arc rebaixat i motllurat (amb carteles amb caps d'un mono i una monja esculpides) al primer pis. El ràfec és de teules i sobre el carener hi ha un carreu datat i coronat amb una creu de ferro. La façana N presenta dues finestres a la planta baixa i cinc al primer pis (la central amb inscripció a la llinda i l'ampit motllurat). La façana E i O presenten adossats dos coberts de totxana i uralita de construcció recent amb funcions de magatzems agrícola i habitatges destinats als bestiar.

## Història
La història de mas està relacionada amb la propera parròquia de Sant Martí de Centelles. El trobem registrat, junt amb nou masos més, en els fogatges del "Terme de Sancta Coloma, St. Miquel Cesperxes, St. Quirze Safage y Parroquia de Berti fogajat a 6 de octubre 1553 per Gabriel Rovira balle apar 224" on apareix a la parròquia de Sant Martí de Centelles un tal Joan Viladevall.